# トム・マクヘイル
トム・マクヘイル（Tom McHale 1963年2月25日-2008年5月25日）はマサチューセッツ州ボストン出身のアメリカンフットボール選手。ポジションはガード。

## 経歴
メリーランド州ゲイザースバーグのゲイザースバーグ高校から1983年にメリーランド大学に進学、その後1986年にコーネル大学へ転校した。1986年にアイビーリーグの最優秀守備選手に選ばれた。
1987年にドラフト外でタンパベイ・バッカニアーズに入団、1993年から1994年はフィラデルフィア・イーグルス、1995年はマイアミ・ドルフィンズでプレーした。
2008年3月25日、フロリダ州ウェズリーチャペルにある友人宅で薬物の過剰摂取により45歳で亡くなった。パスコ郡の地元警察は友人の証言によれば彼はアルプラゾラムやコカインを服用していたと報道された。
死後ボストン大学で彼の脳が分析され、脳震盪をたびたび繰り返した多くの元NFL選手に見られるように慢性外傷性脳症（CTE）であったことが明らかにされた。なお彼はCTEと診断された6人目の元NFL選手である。